# Señorío
El señorío es una institución propia de la Edad Media y la Edad Moderna en España, mediante la cual un espacio territorial determinado (continuo o disperso) estaba sometido a la autoridad de un señor o persona privada que ejercía sobre dicho territorio y sus habitantes unas facultades que excedían a las de un simple propietario. En cierto modo similar al «feudo» del Imperio carolingio. Surgió en los reinos cristianos del norte peninsular y se extendió con la Reconquista al resto del territorio, confirmándose e incrementándose (refeudalización) con la Monarquía Hispánica posterior. 
Se trataba de una donación hereditaria de tierras y, en función del tipo de señorío, y en ocasiones, también vasallos, incluida la jurisdicción, dada por monarcas a nobles o clérigos como pago por servicios prestados o recompensa a méritos adquiridos, pero por su mera voluntad (merced). Bajo las cortes liberales esto fue suprimido.
Su pervivencia en el tiempo (hasta el siglo XIX) y su carácter de base económica de la posición social de la nobleza, sobre todo tras perder esta su poder político ante la monarquía, pusieron al señorío en el eje que articulaba los sistemas social, económico y político, por lo que puede considerarse que todos ellos formaban parte de un «régimen señorial» que caracterizó al Antiguo Régimen en España. Fue abolido por la Constitución de 1812.

## Clasificación
La historiografía diferencia dentro del señorío dos categorías: el «señorío territorial» o «señorío solariego», que sería el más similar al «feudo»; y el «señorío jurisdiccional», en que las prerrogativas del señor son fundamentalmente el cobro de los derechos señoriales de origen político y judicial. Aunque teóricamente esta diferenciación es muy confusa, se dio tanto en la práctica como en la documentación histórica. Cosa lógica, porque la confusión de derechos y jurisdicciones es una de las características del feudalismo. Difícil sería aclarar lo que significaba concretamente ser señor de horca y cuchillo o hasta donde llegaba el ius utendi et abutendi, el ius primae noctis o derecho de pernada, etc. Analizando la exposición de García de Cortázar, el señorío territorial vendría a definir el poder de un señor sobre los hombres y tierras que se encuentran bajo su dominio eminente, mientras que el señorío jurisdiccional comportaría un ámbito mayor de dominio jurídico sobre hombres dependientes de otros señores.
El señor territorial tiene en teoría una vinculación más estrecha con la tierra, y su forma típica de extraer el excedente es mediante prestaciones de trabajo (la serna, mucho más escasas en Castilla que las corveas francesas), o pagos en especie o dinero (de escasa circulación). De un modo sutil, el señor jurisdiccional tiene en cambio una diferente relación con la tierra (el dominio eminente, quedando al siervo el dominio útil), aunque en el fondo también realice la extracción del excedente mediante una «coerción extraeconómica» (en términos del materialismo histórico). Lo fundamental para el señor es la percepción de la renta de la tierra; las vías de obtenerla eran innumerables, pues mediante un conjunto difuso de derechos señoriales conseguía gravar cualquier movimiento de la producción o aumentos de la prosperidad de los campesinos (derechos de paso, de pontazgo, de portazgo... por la explotación de los bosques, de los ríos... monopolios de molino, de tienda, de taberna...), a lo que hay que añadir los cobros derivados de la jurisdicción (multas, penas de cámara, todo tipo de impuestos cedidos por el rey...).
Propiamente, el campesino sujeto a señorío territorial sería un siervo sin libertad personal, figura que en los reinos hispánicos medievales se usa, pero no generalizadamente, y el que solo lo está a un señorío jurisdiccional es un vasallo del señor, al igual que un noble lo es de otro o del rey. En España no hubo ningún momento espectacular de abolición de la servidumbre (solo posible en circunstancias en las que la servidumbre se aplicó tardíamente y, ya en la Edad Moderna, como ocurrió en el este de Europa, particularmente con la servidumbre en la Rusia zarista, con el decreto o ucase del 3 de marzo de 1861). La condición social de los campesinos en la Alta Edad Media no es que fuera mejor, siempre en los límites de la subsistencia y sometidos a la superioridad social de los señores, pero pasó fluidamente y con el paso del tiempo a situaciones de menor sujeción personal.

## Comienzos de la Reconquista
En un principio la Reconquista, sobre todo en Castilla, no permitió que nobles o eclesiásticos acumulasen tanto poder territorial como lo habían hecho en el Imperio carolingio. Las causas son, en primer lugar, que los territorios de frontera permitieron una mayor libertad campesina, empezando por el derecho de ocupación de la tierra abandonada (la presura); en segundo lugar, que la figura del rey mantuvo más poder que al otro lado de los Pirineos. 
Figuras como la behetría, que permite a los siervos elegir señor (ver su extensión en el Becerro de las Behetrías de Castilla de aproximadamente 1352) o la del caballero villano, campesino libre capaz de mantener armas y caballo de guerra, son propios de esos primeros siglos. Una vez alejada la frontera, sí van cayendo dentro del régimen señorial, al pasar a depender de un señor noble o eclesiástico.
Empiezan a utilizarse los conceptos de señorío como territorio bajo jurisdicción de un noble laico (señorío laico) o eclesiástico (señorío eclesiástico). El término abadengo se aplicaba al señorío en que es el abad de un monasterio el señor, y realengo al territorio bajo jurisdicción directa del rey, aunque no sin intermediarios. De hecho, la principal parte del realengo serían las ciudades y villas privilegiadas con fueros o cartas pueblas, con comunidades de villa y tierra y alfoces, que actuaban como auténticos señoríos colectivos en su tierra o alfoz. Algunos autores han calificado a las ciudades como «islas en un océano feudal», pero son islas que mantienen sumergido a buena parte del campo al igual que el resto de señoríos. Solo en el Reino de Aragón, en las comunidades de aldeas, tras liberarse del señorío de la ciudad bajo la que inicialmente están sometidas, se puede considerar que existe libertad de gestión para los ciudadanos que residen en ellas.

## La Baja Edad Media en Castilla
La Baja Edad Media representó un aumento de los señoríos jurisdiccionales, sobre todo con la nueva dinastía Trastámara, cuyo primer rey, Enrique II, fue motejado el de las mercedes por la necesidad que tuvo de recompensar a la alta nobleza su apoyo en la guerra civil contra su hermano Pedro I. Muchísimos pueblos y villas que antes eran de realengo pasan así a ser de señorío, lo que no quiere decir que el señor alcance la propiedad ni siquiera el dominio eminente sobre las tierras, sino el conjunto de derechos señoriales, que en la práctica son el derecho a percibir buena parte del excedente de la producción, vía todo tipo de impuestos. Dependiendo de la habilidad y determinación para cobrarlos y de la resistencia encontrada en el proceso, esos derechos serían más o menos opresivos para los campesinos, lo que condujo en ocasiones a revueltas. La crisis demográfica producida por la Peste de 1348 también influyó en el proceso. Podría hablarse de una refeudalización. Fue el periodo de las principales revueltas antiseñoriales, como las Guerras Irmandiñas en Galicia o la Guerra de los Payeses de Remensa en Cataluña.

## Los Reyes Católicos: mayorazgo y remensa
Durante el reinado de los Reyes Católicos, tras las guerras civiles de Castilla y las guerras de los payeses de remensa en la Corona de Aragón, se produce la consolidación del régimen señorial en toda la Península, siendo muy distinta la suerte de unos y de otros, pues la alta nobleza castellana quedó muy favorecida, consintiendo los Reyes en la perpetuación a través del mayorazgo de grandes extensiones de señoríos jurisdiccionales. En Cataluña especialmente, los campesinos (payeses de remensa) tras la Sentencia Arbitral de Guadalupe quedarán en una situación muy favorable, a través de censos enfitéuticos que con el tiempo les hacen pagar cantidades cada vez menores por la renta de sus tierras.
Durante todo el periodo siguiente, la Edad Moderna, como se ha definido al comienzo, el señorío puede considerarse la forma peculiar del modo de producción feudal en la formación económico-social del Antiguo Régimen en España.
Los cambios más significativos que se produjeron en el periodo fueron un nuevo proceso de refeudalización en torno al siglo XVII, con la compra de jurisdicciones debida a los apuros hacendísticos del rey, que permitió una nueva clase de señores, muchos de ellos de extracción burguesa, que aspiraban también a la propiedad de la tierra en un contexto de despoblación, formando lo que se llamaba cotos redondos. Hasta qué punto el régimen señorial se vivía en la práctica puede verse ilustrado por algunos documentos, como el Memorial de Valverde.

## El fin del señorío
| Realengo Señoríos nobiliarios Señoríos eclesiásticos | Señoríos de las órdenes militares Nuevas Poblaciones. |

Señoríos en Andalucía a comienzos del siglo XVIII.

La diferenciación entre un tipo de señorío y otro fue vital cuando la abolición de los señoríos jurisdiccionales a partir de las Cortes de Cádiz dejó en manos de los tribunales de justicia la determinación de en qué casos los antiguos señores podían conservar su dominio eminente, convertido en plena propiedad, tal como se entiende en el sistema capitalista. En el feudalismo o régimen señorial, el concepto de propiedad sería anacrónico, pues todos (señores y campesinos) compartían algún tipo de derecho sobre la tierra.
En España no se realizó una revolución como la que en Francia quemó castillos y archivos señoriales, desposeyendo a la nobleza de sus propiedades (o incluso conduciéndola a la guillotina o el exilio). La nueva clase dominante en el campo español bajo el régimen liberal estaba compuesta por las familias aristocráticas tradicionales que consiguieron conservar un patrimonio ya no protegido por el mayorazgo, aliadas a una burguesía emergente dispuesta a invertir en la Desamortización, representadas políticamente por el partido liberal moderado.
En la mitad norte de España, los campesinos consiguieron asentarse como propietarios de pequeñas explotaciones minifundistas (a veces mayores, como en Cataluña); en la mitad sur, fueron sobre todo grandes masas de jornaleros trabajando en los latifundios.

Escudo de armas de los señoríos del Solar de Tejada y Valdeosera.

En el año 1912 la normativa nobiliaria «expulsó» los títulos señoriales del ordenamiento jurídico, no pudiendo otorgarse ni la conversión en nuevas mercedes ni nuevos títulos de estas características. No obstante, permitió la existencia y transmisión de los existentes, siendo estos señoríos no jurisdiccionales y con consideración de títulos del Reino: el de la Casa de Lazcano y el de la Casa de Rubianes, ambos con grandeza de España; el de Alconchel, la Higuera de Vargas, el de Sonseca, el de Balaguer (vinculado a la princesa de Gerona), el de Molina y de Vizcaya (pertenecientes ambos históricamente a la Corona Española) y los del Solar de Tejada y el Solar de Valdeosera (ambos señoríos de divisa). Cabe destacar la excepción del Señorío de Meirás, con grandeza de España, otorgado en 1975 mediante un decreto-ley para sortear la mencionada normativa. Fue suprimido en 2022.